# Kunašak
Kunašak (in russo Кунашак?) è un villaggio della Russia che appartiene all'oblast' di Čeljabinsk; è il centro amministrativo del rajon Kunašakskij.
Si trova nel nord della regione, 75 km a nord di Čeljabinsk.